# ノスタルジア (音楽ゲーム)
『ノスタルジア』（NOSTALGIA）は、コナミアミューズメントより2017年3月1日に稼動開始した、ピアノの鍵盤を模したアーケード用音楽ゲームであり、BEMANIシリーズの一つ。
キャッチフレーズは『触れた旋律が 時を紡ぎ出す』。

## 概要
ピアノを模した筐体が特徴。同じBEMANIシリーズであった『BeatStream』の筐体をそのまま流用しており、タッチパネルと鍵盤風デバイスを持ち、演奏は鍵盤風デバイスを、選曲等その他の操作はタッチパネルを使う。
鍵盤楽器を模したゲームとしては、過去に同じBEMANIシリーズであった『KEYBOARDMANIA』が稼働していたが、本作は『KEYBOARDMANIA』と異なり本物の鍵盤は搭載しておらず、操作性も実際の楽器演奏を再現していた『KEYBOARDMANIA』と比較してかなり簡略化されている。
クラシック音楽やジャズを基調としており、他の機種では簡略化されやすいクラシックの楽曲が、オリジナル楽曲を押さえて最難関の位置に据えられるという独自の方向性を持っている。また演奏時間も長めで、他のBEMANIシリーズからの移植であってもイントロ、アウトロの部分を追加するリアレンジが施されることがある。

## シリーズ作品

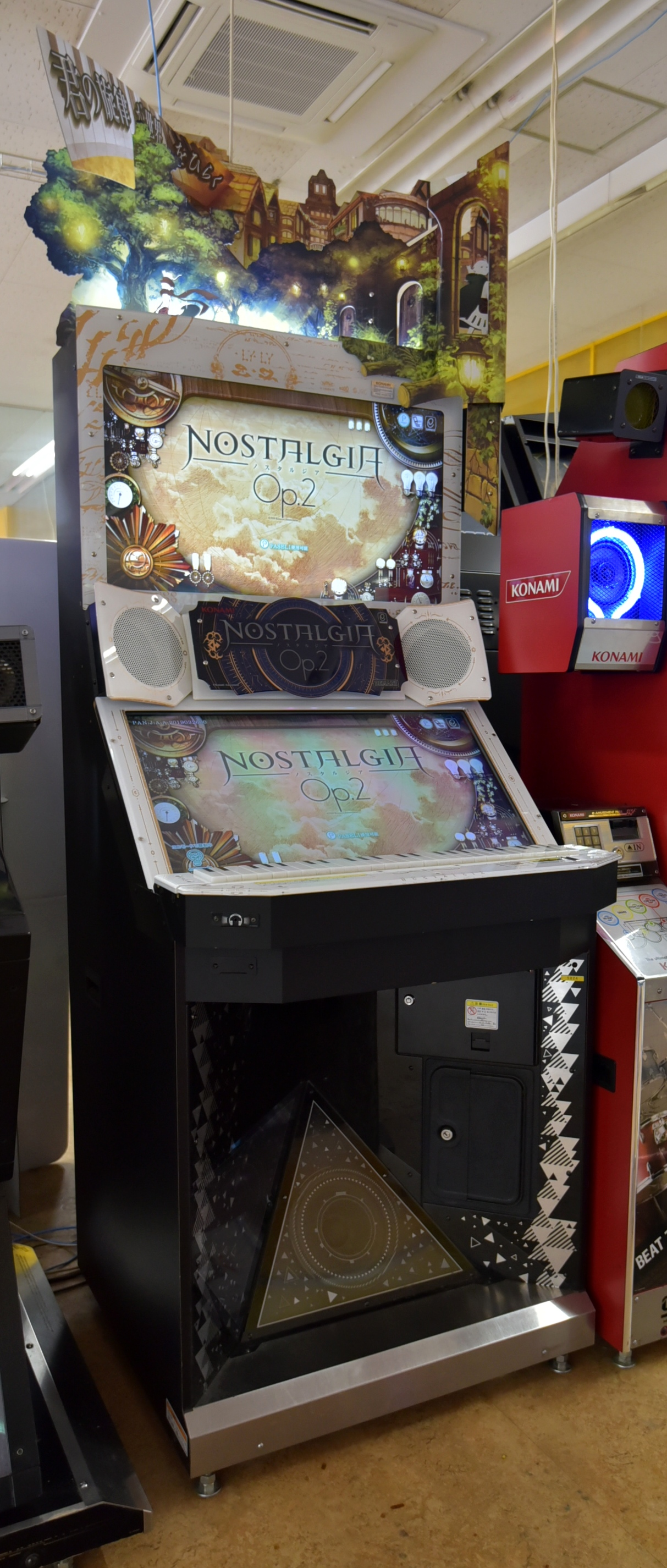
『ノスタルジア Op.2』（コナミ）のアーケードゲーム筐体。ディスプレイ前にピアノ鍵盤を模した入力装置がある。

### バージョン
ノスタルジア（2017年3月1日稼働）
初代作品。
ノスタルジア FORTE（2017年7月19日稼働）
サブタイトルの読みは「フォルテ」。タイトルロゴでは「ƒORTE」のように表記される。
店内マッチングとグレード昇格システム実装、新判定「NEAR」、片手で演奏機能などが追加された。
ノスタルジア Op.2 (2018年9月26日稼働）
サブタイトルの読みは「オーパスツー」。キャッチフレーズは『君の旋律が世界をひらく』。
モードの追加・名称変更（「通常演奏」、「リサイタル」）、新難易度「Real」、ゲーム内通貨「nos」などが実装された。
ノスタルジア Op.3（2019年12月2日稼働）
サブタイトルの読みは「オーパススリー」。キャッチフレーズは『3つの王国、3つの物語』。

### 世界観
主要なストーリーは「記憶を失った黒猫が手がかりを求めて階段を登っていく」というもので、ステージ「ノスタルジア」を進め、課題曲を解放していくとそれに合わせてストーリーが展開される。

## 登場人物

### 登場人物
Noah (ノア)
ピアノを弾く少女。
本作には彼女のテーマ曲である『Noah's song』という曲が収録されており、ロケテストではアーティスト名義も「Noah」となっていたが、SOUND VOLTEX等に楽曲提供している同名のアーティストとの混同のおそれがあったため、製品版では名義がフルネームと思われる「Noah Cantate」（ノア・カンタータ）に変更されている。
REFLEC BEAT・MÚSECAでは楽曲交換キャンペーンの際に使用可能キャラクターとして収録されている。
Croit (クロ)
彷徨う黒猫。前述の通り記憶を失っており、ステージ「ノスタルジア」は黒猫が階段を登り進んで手がかりを集めていく演出となっている。

### ノスタルジア Op.2の登場人物
少年 (ERU)
少女 (ARU)
ロボット (MANACO)
ペリカン (PATA)
猫 (NICO)

### ノスタルジア Op.3の登場人物
黄の王女
赤の王様
青の王様

## 基本ルール
画面中央から放物線を描きながら降ってくるノーツに合わせ、手元の鍵盤風デバイスをタイミング良く操作し、演奏終了時に一定以上の成績であればクリアとなる。ノートは鍵盤風デバイス2～10個分の幅があり、その範囲内であればどこを押しても反応する。なお、下記の特殊なノートが存在する。
- テヌート - 「音を保持する」、鍵盤を押しっぱなしにするノート。
- グリッサンド - 鍵盤を滑るように奏でるノート。
- トリル - 指で交互に叩くノート。

画面左上には演奏の出来によって増減するゲージがあるが、このゲージはあくまで楽曲や時計を解禁するためのステップ量を決めるためのものであり、他のBEMANIシリーズとは異なり直接クリアには影響せず、本作のクリアの正否はスコアのみで判定される。ステップの数だけ黒猫が階段を登り、一定の数値に達すると新しい曲や時計が解禁され、解禁された曲をプレイする事により次の曲の解禁に進める（「Op.2」から廃止）。
難易度は「Normal」「Hard」「Expert」の3種類からなり、「Expert」は「Hardを両手で演奏してAランク以上でクリアする」と解禁される。また、「Op.2」からは一部の楽曲に「Real」が追加され、「Real」は「Expert」と同様に「Expertを両手で演奏してAランク以上でクリアする」と解禁される（ただし、プレイするには別途で「nos」（ゲーム内通貨）が必要となる）。
判定は「◆JUST」「JUST」「GOOD」「NEAR」（「FORTE」で追加）「MISS」の5段階であり、コンボは「MISS」で切れる。 
楽曲終了後70万点でCLEAR（cuteランク）だが、FAILEDの場合は70万点未満でも先には進めるが、ノーランクになる。また、「◆JUST」を全て取るとPERFECTとなり、「pianistランク」がもらえる。
時計もプレイ終了前にステップの数だけ進めることができ、一定の時間まで進めると時計1個につき1つブローチが貰え、ブローチを装着すると色々な恩恵（ゲージが増えやすくなる・ゲージの減りが少なくなる・一定のコンボ数を達成すると楽曲終了後にボーナスが貰えるなど）を受ける事ができる（「Op.2」から廃止）。
演奏終了後、クリアゲージより上なら「it's fantastic!」クリアゲージより下なら「finish…」と表示され、MISSが一つもなくコンボを繋げた場合「full combo」となり、100万点（pianist）を取ると「Perfect Performance」と表示される

## 関連商品

### サウンドトラック
- NOSTALGIA Music Collection ～Op.1 & Op.2～
- NOSTALGIA Music Collection ～Op.3～
- BEMANI PIANO COLLECTION ノスタルジア
- NOSTALGIA SPECIAL SOUND TRACK

### スコアブック
- ピアノソロ BEMANI PIANO COLLECTION ノスタルジア arranged by 事務員G